# Pinnatella tamariscina
Pinnatella tamariscina là một loài Rêu trong họ Neckeraceae. Loài này được (Hampe) Broth. miêu tả khoa học đầu tiên năm 1906.